# 天草市立瀬戸小学校
天草市立瀬戸小学校（あまくさしりつ せとしょうがっこう）は熊本県天草市にあった小学校。

## 沿革
- 1973年（昭和48年）4月1日 亀場小学校から独立し、本渡市立瀬戸小学校開校
- 2006年（平成18年）3月 天草市立瀬戸小学校と改称
- 2018年（平成30年）3月 閉校。天草市立志柿小学校とともに、天草市立本渡東小学校へ統合された

## 学校周辺
- 本渡瀬戸